# Diotisalvi

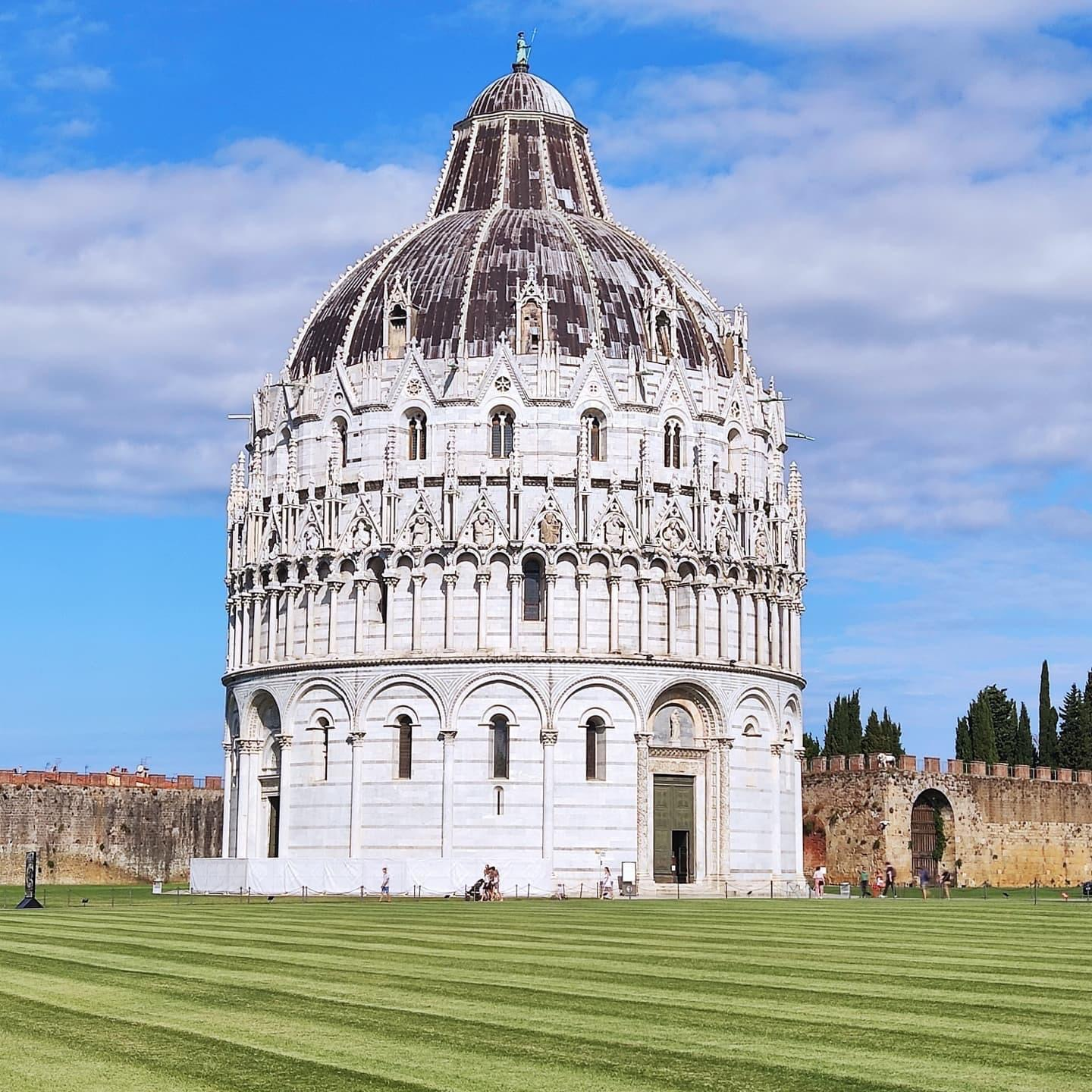
Batistério de Pisa, cujo primeiro nível foi construído por Diotisalvi

Diotisalvi, Deotisalvi ou Deustesalvet foi um arquiteto de Pisa, Itália, que trabalhou na segunda metade do século XII em Pisa. Muito pouco se sabe sobre ele.

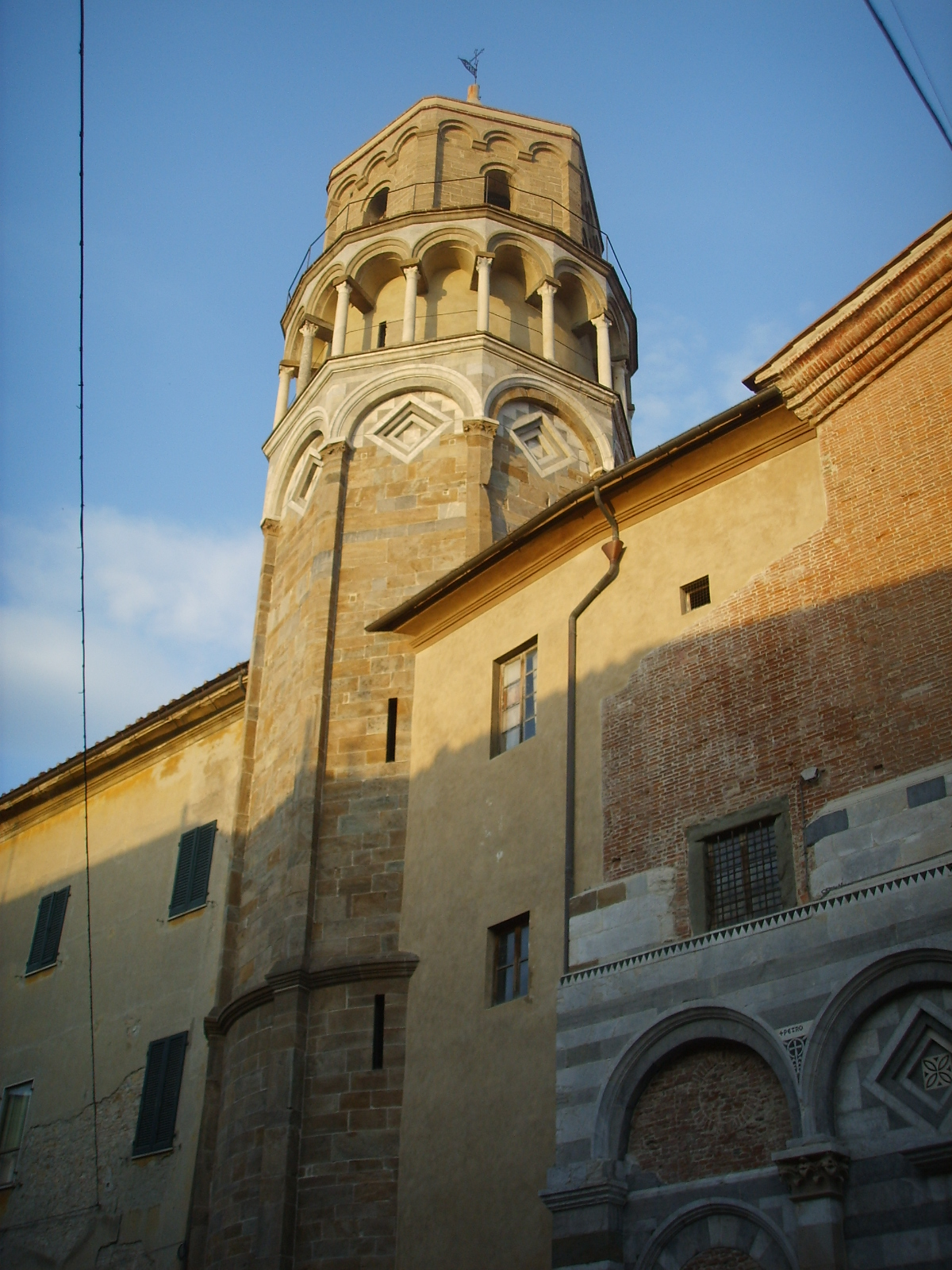
Campanário de San Nicola

## Biografia
É lhe atribuída a construção do Batistério de Pisa ou, mais concretamente, os planos originais e o primeiro nível deste. Estas primeiras obras no Batistério começaram a 1153, como evidenciado pela inscrição em dois pilares no interior do edifício. 
Também lhe é atribuída a construção da Igreja do Santo Sepolcro em Pisa, no Século XII , inspirada na Igreja do Santo Sepulcro e na Cúpula da Rocha, ambos em Jerusalém. Mais tarde Diotisalvi iria construir a Capela de Santa Ágata, no seu estilo habitual de Forma Octogonal e telhado piramidal. Esta foi primeiro referida em 1132.
Trabalha também na construção do Campanário de San Nicola, da qual a data não nos é certa mas teoriza-se que tenha sido construído em 1170. As paredes centrais são também Octogonais e tem um telhado triangular. 

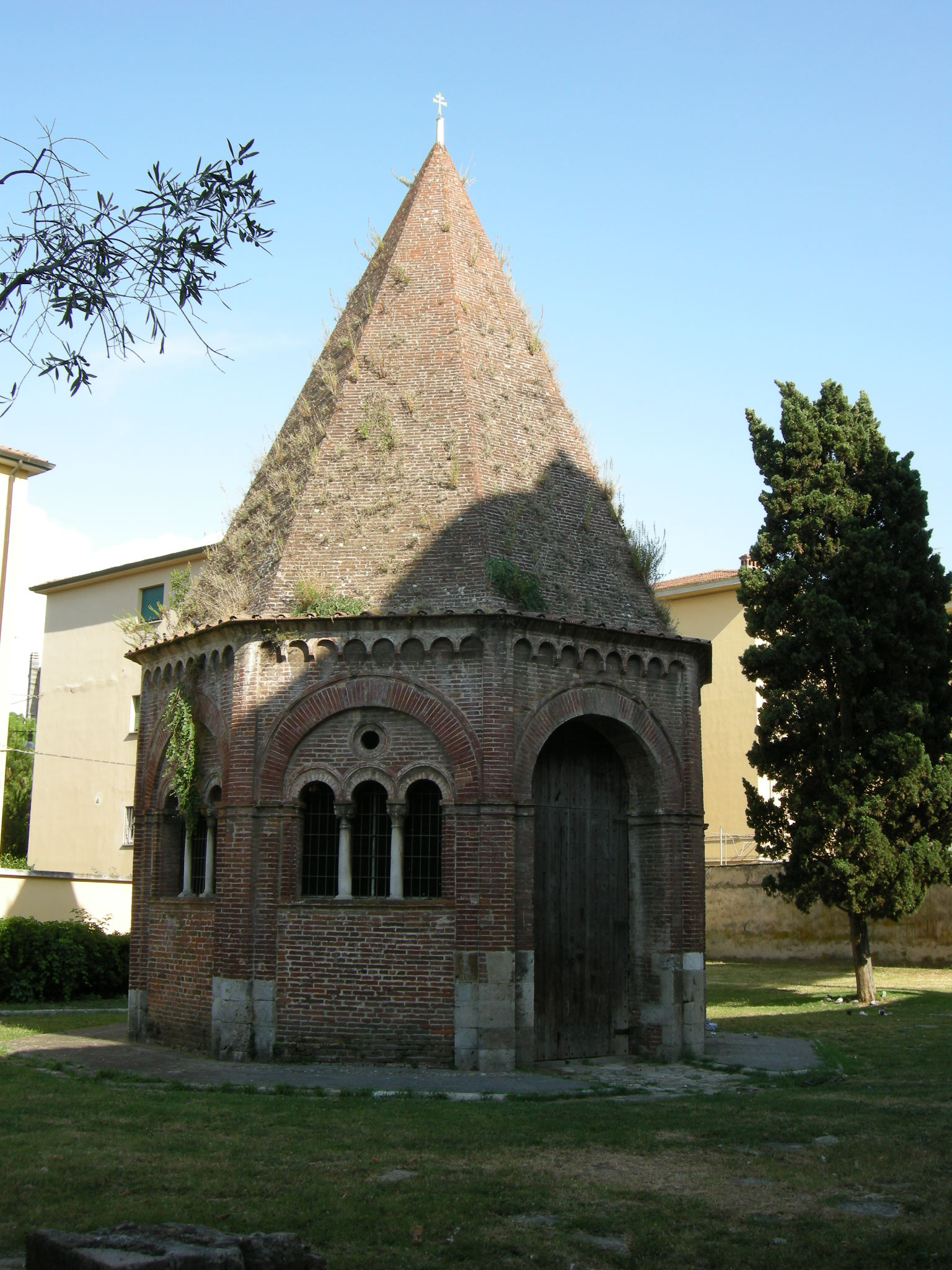
Capela de Santa Ágata

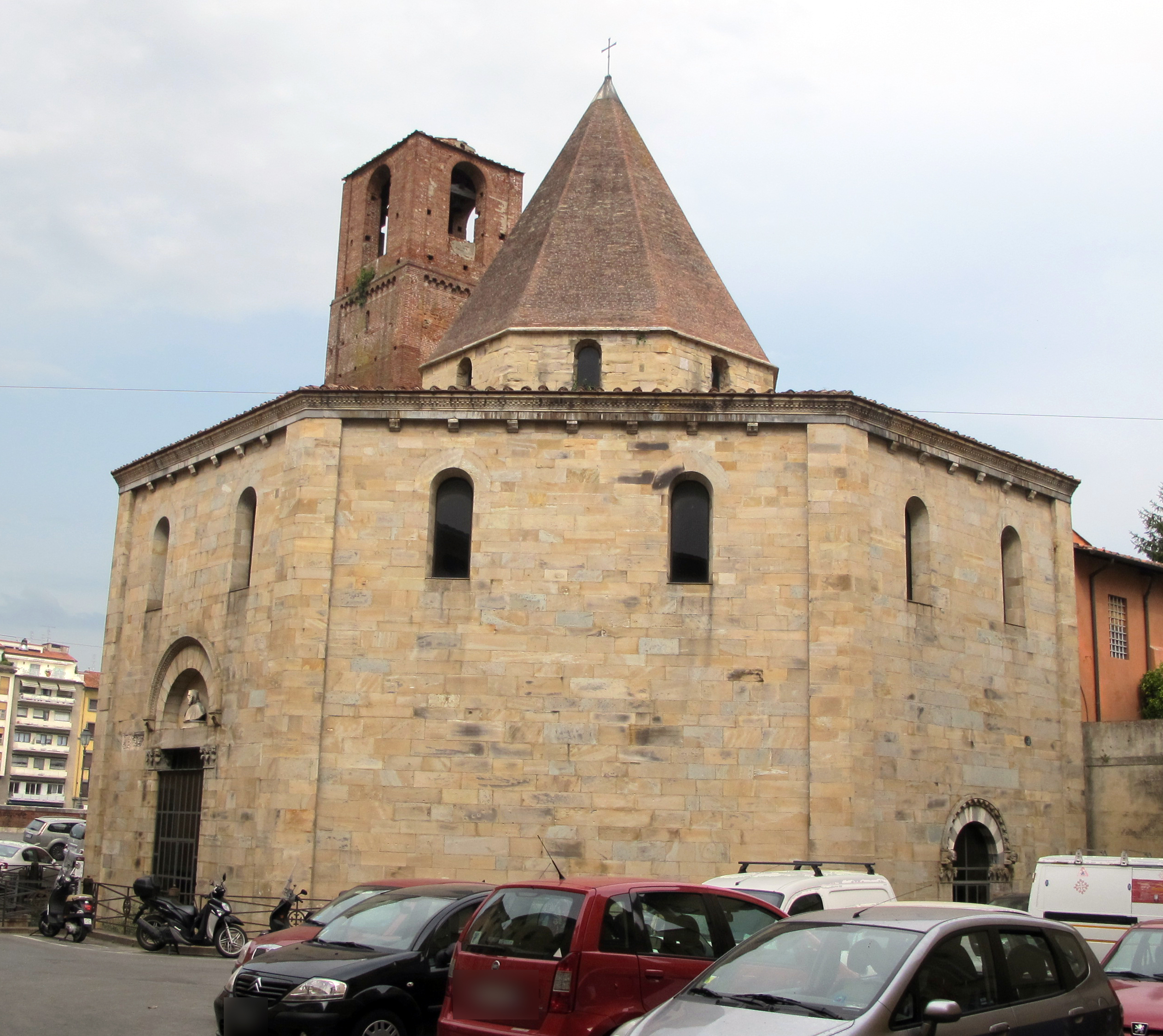
Igreja do Santo Sepolcro em Pisa, de autoria de Diotisalvi

Recentemente, tem-se teorizado que o arquiteto responsável pela Torre de Pisa poderia ter sido o próprio Diotisalvi, hipótese reforçada pelas extremas semelhanças entre a Torre de Pisa e o Campanário de San Nicola. Uma possível explicação à ausência do característico telhado em pirâmide poderia ser o facto de a construção não ter sido completa por Diotisalvi, mas sim séculos depois.
1. 1 2 3 4  PIEROTTI, Piero (2001). Deotisalvi. L'Architetto Pisano del Secolo d'Oro. [S.l.]: Pacini Editore. ISBN 978-88-7781-372-5
2. 1 2  Editora, Porto. «Catedral, Batistério e Torre de Pisa». Infopédia. Consultado em 18 de fevereiro de 2024